# Emilia Crow
Emilia Crow, auch als Emilia Lesniak, Emilia Lesniak-Crow und Amelia Lesniak bekannt, (* 11. Januar 1956 in Chicago, Illinois) ist eine US-amerikanische ehemalige Schauspielerin und Filmproduzentin.

## Leben
Crow ist die Tochter eines polnisch-russischen Fabrikarbeiters. Sie lebte in New York City, arbeitete als Model in Paris und zog später nach Los Angeles, wo sie 1981 ihren späteren Ehemann Robert Trammell Crow, den ältesten Sohn des Bauherren Trammell Crow aus Dallas, kennenlernte. Schauspielerei studierte sie, unter anderem, bei Sally Kirkland.
Ihr Leinwanddebüt gab Crow 1983 in Brian De Palmas Spielfilm Scarface. Ein Jahr später trat sie als Bibi in Abel Ferraras Gangsterkrimi Fear City – Manhattan 2 Uhr nachts auf. Im November desselben Jahres erfolgte eine Spontanhochzeit mit Robert Trammell Crow, mit dem zusammen sie bereits zuvor eine eigene Filmproduktionsfirma namens Crow Productions gegründet hatte. In den darauffolgenden Jahren verkörperte sie die Rollen Jennifer Barnes in Emmett Alstons Actionthriller Die 9 Leben der Ninja (1985) und Linda in Penelope Spheeris’ Kriminalfilm Hollywood Cop (1986). Danach beteiligte sie sich als Produzentin bzw. (co-)ausführende Produzentin für Crow Productions an den Kinowerken Die unbeugsamen Wilden (1987), Adams kesse Rippe (1988), Paramedics – Die Chaoten von der Ambulanz (1988) und Dark Justice – Eine Richterin sieht rot (1992). In letzterem Krimidrama von William Sachs, verkörperte sie zudem die Jugendrichterin Chelsea Walker. In einem weiteren Kinofilm aus dem Jahr 1992, dem Science-Fiction-Horrorfilm Timescape von David Twohy, war sie als Reeve zu sehen. Darüber hinaus absolvierte sie im Laufe ihrer Schauspielkarriere auch Gastauftritte in den Fernsehserien Ein Colt für alle Fälle (1984), Mike Hammer (1984), Remington Steele (1985), New Love, American Style (1986), Polizeirevier Hill Street (1986) und Star Trek: Deep Space Nine (1993). Seit 1993 trat sie nicht mehr als Filmschaffende in Erscheinung.
Ihre viereinhalbjährige Ehe mit dem kokainabhängigen Robert Trammell Crow endete 1989 mit einer 76 Millionen Dollar teuren Scheidung.

## Filmografie
- 1983: Scarface
- 1984: Fear City – Manhattan 2 Uhr nachts (Fear City)
- 1984: Ein Colt für alle Fälle (The Fall Guy, Fernsehserie, eine Folge)
- 1984: Mike Hammer (Mickey Spillane’s Mike Hammer, Fernsehserie, eine Folge)
- 1985: Die 9 Leben der Ninja (Nine Deaths of the Ninja)
- 1985: Remington Steele (Fernsehserie, eine Folge)
- 1986: New Love, American Style (Fernsehserie, eine Folge)
- 1986: Hollywood Cop (Hollywood Vice Squad)
- 1986: Polizeirevier Hill Street (Hill Street Blues, Fernsehserie, eine Folge)
- 1987: Die unbeugsamen Wilden (Summer Camp Nightmare, als Produzentin)
- 1988: Adams kesse Rippe (And God Created Woman, als co-ausführende Produzentin)
- 1988: Paramedics – Die Chaoten von der Ambulanz (Paramedics, als co-ausführende Produzentin)
- 1992: Timescape
- 1992: Dark Justice – Eine Richterin sieht rot (Judgement, als Schauspielerin und ausführende Produzentin)
- 1993: Star Trek: Deep Space Nine (Fernsehserie, Folge 2x07: Profit oder Partner!)